# Derbi
|  | No s'ha de confondre amb un derbi esportiu ni amb la ciutat anglesa Derby. |

Derbi fou una marca de motocicletes, escúters i quads produïts per Nacional Motor S.A.U., amb fàbrica a Martorelles al Vallès Oriental, entre 1950 i 2013. D'ençà de 2001, l'empresa era la filial catalana de Piaggio & Co., fins que aquest grup va traslladar la producció de motocicletes a Itàlia. Malgrat que al juliol del mateix any va reconsiderar la decisió i es va marcar un termini d'un any per a trobar una solució de futur per a la planta de Martorelles, el febrer del 2013 Piaggio va anunciar el tancament definitiu de la fàbrica, deixant al carrer prop de 150 treballadors.
Derbi va tancar per sempre les portes el divendres 22 de març de 2013 amb el darrer exemplar, una Senda DRD de 50 cc. Era la fi de noranta anys d'història d'una empresa que ha deixat una forta empremta en el motociclisme.

## Història

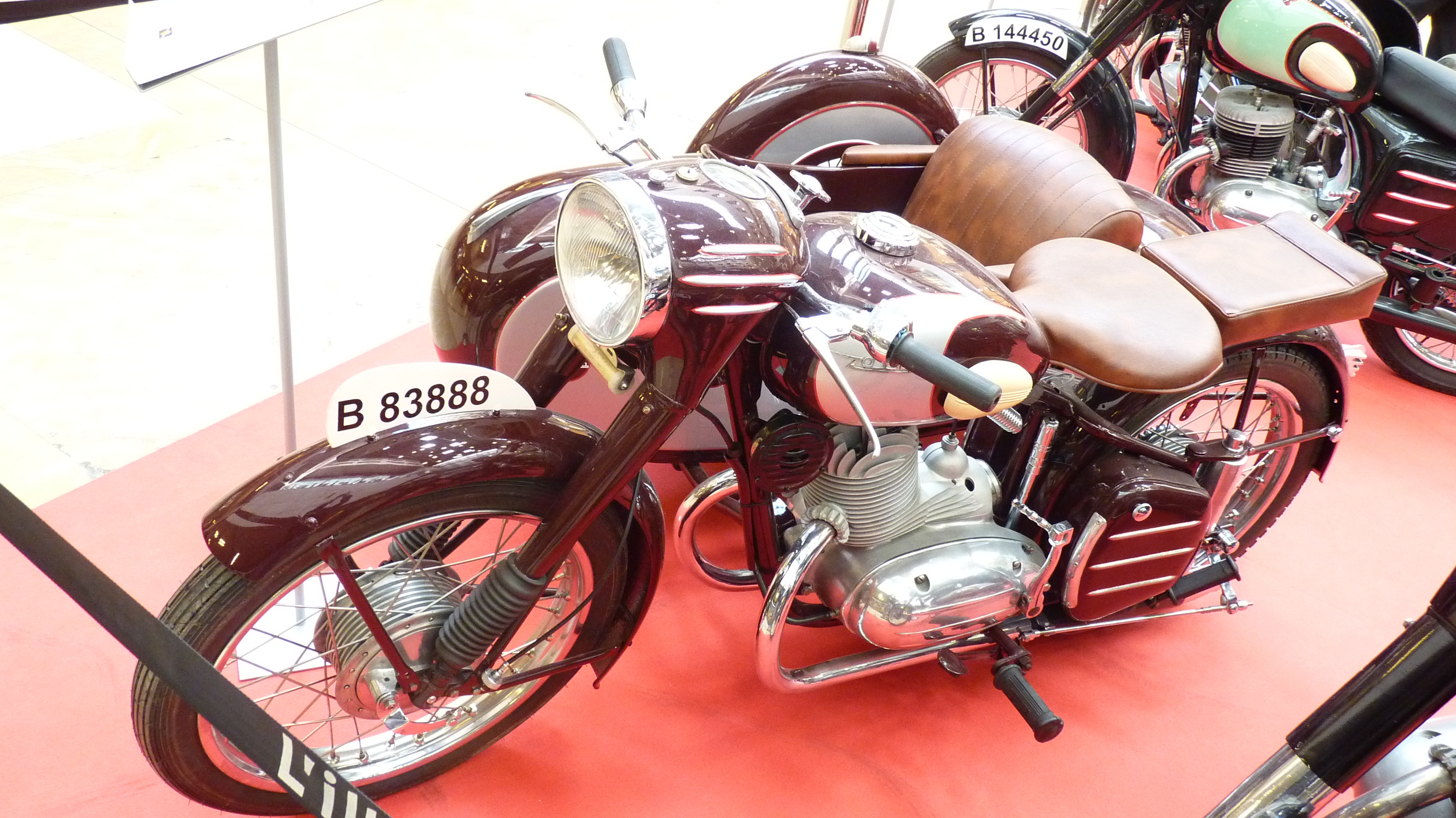
Una Derbi 250 amb sidecar dels volts de 1950

Derbi va néixer en un petit taller de reparació de bicicletes fundat per Simeó Rabasa i Singla el 1922 a Mollet del Vallès, al Vallès Oriental. Tres anys més tard Rabasa va ampliar la societat amb el seu cunyat Vicenç Solá i crear la Rabasa i Solá, a la plaça del Mercadal de Mollet del Vallès. El 1931 bastí una nova factoria a Martorelles, al número 9 de la carretera de Badalona. El seu cunyat continuà pel seu compte, i anys a venir fabricaria els ciclomotors Ducson.
La seva ocupació fou la reparació i lloguer de bicicletes fins al maig de 1944, quan Rabasa va formar una societat de responsabilitat limitada amb son germà Josep denominada Bicicletas Rabasa per fabricar bicicletes.
L'empresa va tenir molt d'èxit i el 1949, aprofitant-ne els beneficis, Rabasa va començar a treballar en una versió motoritzada. Més aviat un ciclomotor que una motocicleta, aquest primer model, la SRS de 48 cc, incloïa forquilles telescòpiques, èmbol de suspensió al darrere, frens de tambor, canvi de dues velocitats i un dipòsit de benzina i sistema d'escapament com les motocicletes. La SRS, que donava 1,5 CV a 4.500 rpm i arribava als 45 km/h, va tenir tant d'èxit que va provocar un canvi en l'enfocament de l'empresa, i el 7 de novembre de 1950 aquesta va canviar el seu nom pel de Nacional Motor Rabasa S.A.
Pocs mesos després, a la Fira de Barcelona de l'estiu de 1951, la companyia va donar a conèixer la seva primera moto de veritat, la Derbi 250 cc, amb una potència de 9 CV. Inspirada en una Jawa 250 que havia vist Simeó Rabasa per Barcelona, aquesta moto era molt innovadora, amb canvi accionat a pedal (al costat dret), càrter amb relleu (no llis) i indicador de marxa, i va estar en producció més d'una dècada.

### Significat del nom
El nom DERBI prové de DERivados de BIcicletas («derivats de bicicletes» en castellà).

### Els anys 50
Els anys 50 van ser crucials per a Derbi, car de la producció de cent-cinquanta unitats amb trenta treballadors el 1951 va passar a produir-ne 4500 amb tres-cents treballadors el 1958. Les motocicletes i ciclomotors més importants d'aquest període foren, a més de les SRS i 250:
- La 95cc de dos temps amb pistons de cambra de combustió alineada de 1953, evolucionada poc després a 98cc i rebatejada com a Derbi 98.
- La 125 Super de 1955
- La 350 bicilíndrica de 1957, que arribava a 120 km/h amb 16 CV
- El Girocarro o Transca, un vehicle amb tracció i conducció mòbil, davantera o al darrere en funció de les necessitats de l'usuari.

No hi mancaren tampoc les embarcacions, amb la Canoa D-6, equipada amb un motor de 6 cilindres en V.

### Els anys 60 i 70

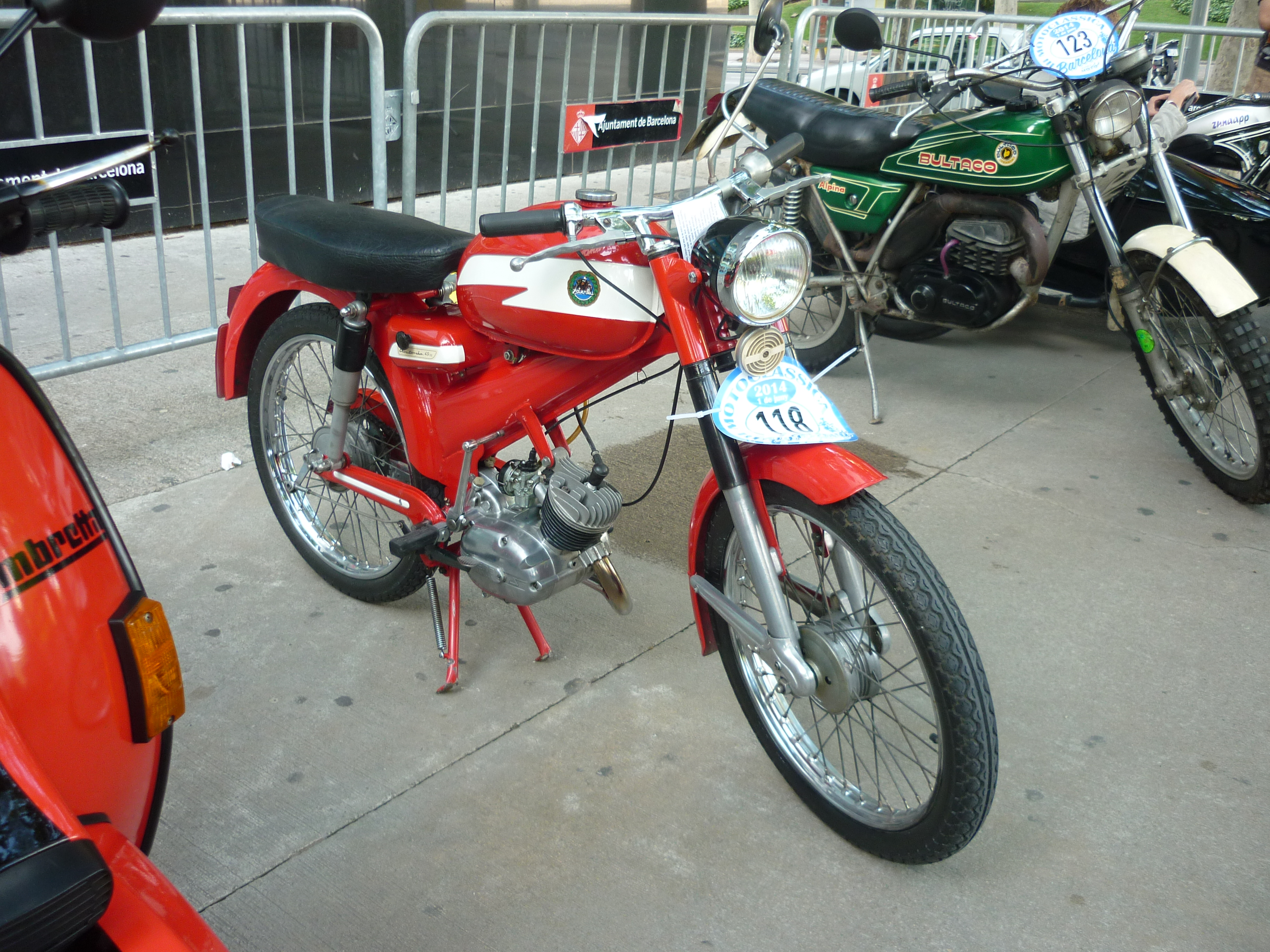
La popular Derbi Paleta dels 60

El 1961, després del llançament del Seat 600 la venda de motocicletes d'alta cilindrada davallà de cop, pel que Derbi se centra gairebé exclusivament en models amb motors de 49-75 cc. Una de les primeres creacions en aquest sentit van ser els 49 Sport i Gran Sport, ciclomotors de 48,7 cc, amb 1,5 CV a 5.000 rpm, 3 velocitats, frens de tambor, pedals i caixa de canvis hidràulica.
Aquesta motocicleta lleugera, després d'algunes modificacions, va ser rebatejada el 1965 com a Antorcha i se'n vendrien mig milió d'unitats només a Europa. Als Països Catalans, aquell model tingué gran acceptació entre la classe treballadora i especialment entre els operaris del ram de la construcció, fins al punt que fou conegut popularment com a Derbi Paleta. De fet, la imatge del manobre conduint una Derbi Antorcha esdevingué tan habitual que La Trinca la reflectí a la seva coneguda cançó Els tres mosqueters:
| «                                              | Me s'ha comprat una "Derby" i també un televisor, una nevera i un "Turmix" i un tocadiscos "histèric". | » |
| — La Trinca, Els tres mosqueters (Xauxa, 1972) | |   |

També en la dècada dels 60 sortiren els models:
- 125 Super (1963)
- 49 Junior (1964)
- 74 SG (1964), esportiva capaç d'ultrapassar els 100 km/h, la producció de la qual duraria fins al final de la dècada següent
- 125 4V (1966), amb 7 CV a 5.500 rpm,
- Trial Pirineos 74 (1966) de 7 CV
- Derbimatic (1969), petit ciclomotor ciutadà amb transmissió automàtica i aspecte de moto de turisme
- Scootmatic (1969), un petit ciclomotor per conduir el qual no calia llicència.

Als anys 70 Derbi es va aventurar en el camp de l'enduro amb la Coyote de 49 i 75 cc, la Correcaminos i la Cross 50, presentades després en versions 74 i 74TT. La gamma d'enduro Derbi Diablo va acabar amb la C4 el 1978.
Tanmateix, el sector de la carretera es va prioritzar aquells anys: el 1972 va sortir la Carreras Cliente 50 cc, amb 15,5 CV a 15.000 rpm, motor refrigerat per aire de 6 velocitats i una velocitat màxima de 165 km/h gràcies a la seva lleugeresa. L'alimentació era per carburador de 24 mm IRZ de vàlvula rotativa, pistó Mahle i encesa electrònica Motoplat. Aquest petit bòlid per a curses de velocitat es venia per 35.000 pessetes de l'època.
El 1975 arribava l'econòmica esportiva 2002 GPX, una GT de 125-187,5 cc amb 23-26 CV, 6 velocitats, bicilíndrica i encesa electrònica. El 1976 en va aparèixer la versió amb fre de doble disc davanter, greixatge separat, amortidors davanters direccionals i posteriors d'oli/gas, amb carenat frontal: la moto oferia 26 CV a 8.000 rpm a 150 km/h. Hi havia encara la 125 4V refrigerada per aigua.
Pel que fa als ciclomotors, el 1977 va sortir la Variant amb l'innovador "Spacetronic", un dispositiu que permetia engegar-la pitjant un botó vermell del quadre d'instruments i que ha esdevingut l'estàndard per a tots els escúters i gairebé totes les motos.
Durant els darrers anys de la dècada i els primers de la següent, al contrari que les també catalanes Bultaco, OSSA o Montesa, Derbi va aconseguir superar amb èxit les dificultats macroeconòmiques que van acompanyar l'anomenada transició espanyola i l'entrada de l'Estat Espanyol a la Unió Europea.

### Els anys 80 i 90

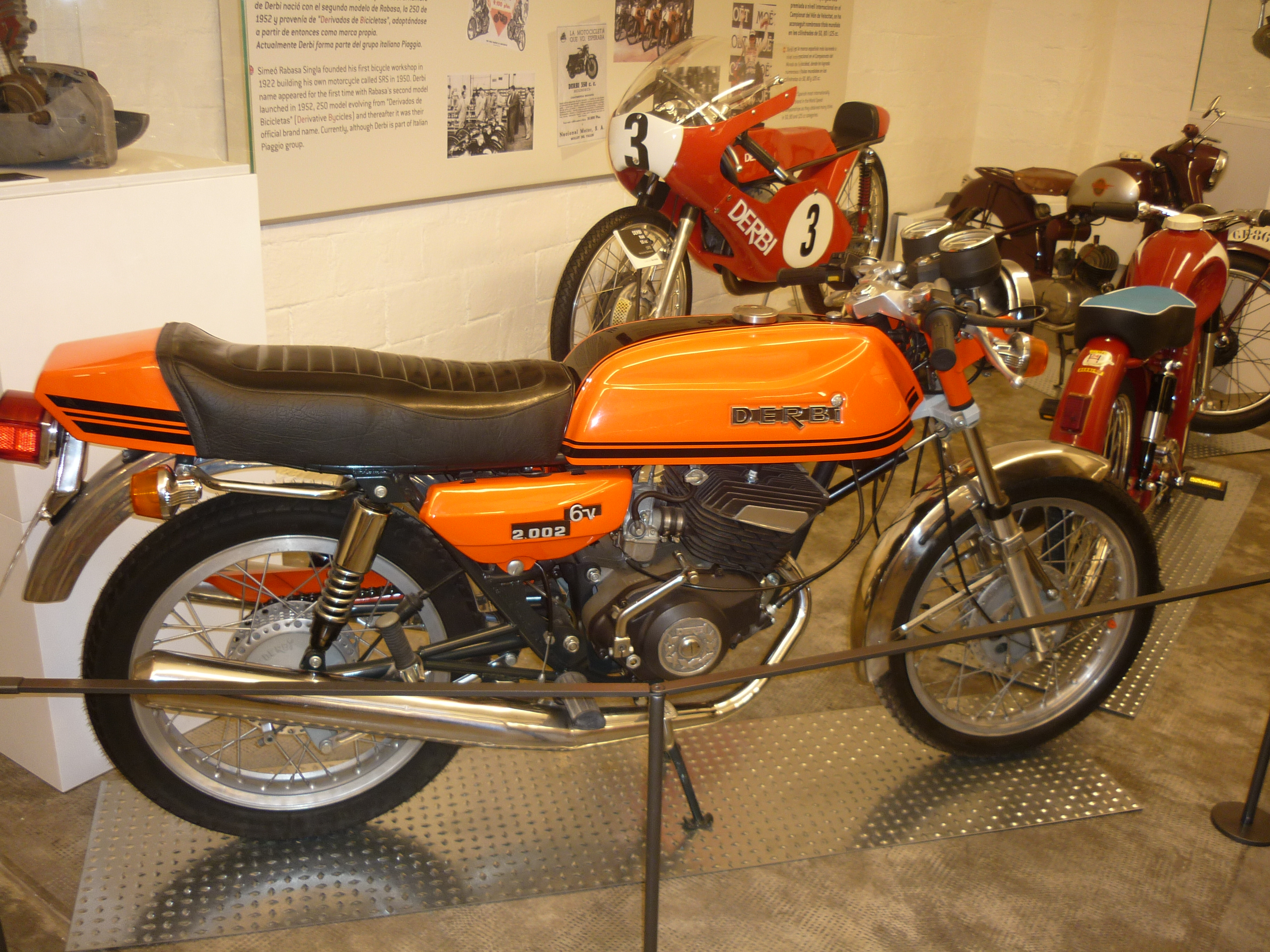
Derbi 2002 GP de 1976

Els anys 80 s'encetaren amb la nova Diablo 80 CXS i la Variant Caballero, que va gaudir de l'excel·lent publicitat d'haver fet la volta al món (18.835 km sobre dues rodes) conduïda per Marco Gardoqui en 76 dies l'any 1980. Aquells anys van destacar la Sport Coppa 80, la 125 Cross, la 1001-74 Sport Coppa i la SC50 amb 2,5 CV a 8.000 rpm. El 1981 van arribar les dues noves enduro CX Jumbo i la TT8, així com la SC125, la TTS9, la T-250 6V, la SC 74 (que va substituir la 1001), i la RC-250 6V de turisme.
El 1982 van sortir diversos escúters de 50-80 cc amb 4, 5 o 6 velocitats. Com a commemoració dels 60 anys de la marca, aparegué la variant start i la Jumbo super-FD. La dècada es va tancar amb la presentació de les boniques GPR 75, amb xassís de doble biga, refrigeració líquida, 6 velocitats, forquilla telehidraulica, 3 discs de fre. Aquesta moto va ser la mare de la SPORT 75 el 1991.
Simeó Rabasa es va morir el 1988, un any després d'arribar a un acord pel qual Derbi esdevenia importadora de Kawasaki per al mercat espanyol. L'empresa que havia fundat feia més de sis dècades encara restaria independent fins al 2001, quan fou comprada pel grup italià Piaggio.
Els anys 90, a més de la GPR, van veure la producció de la Country RD i de la BIG 3, una enduro i una trail. Pel que fa als escúters van aparèixer el clàssic carenat Vamos i el Fenix, semblant en línia a una moto de turisme. De cara a la renovació de la gamma en vistes al nou mil·lenni, es produïren la Hunter i la Paddock el 1997, que s'afegiren a l'escúter esportiu Predator, signat per Giorgetto Giugiaro el 1998. La dècada es clou amb l'Atlantis.

### Història recent

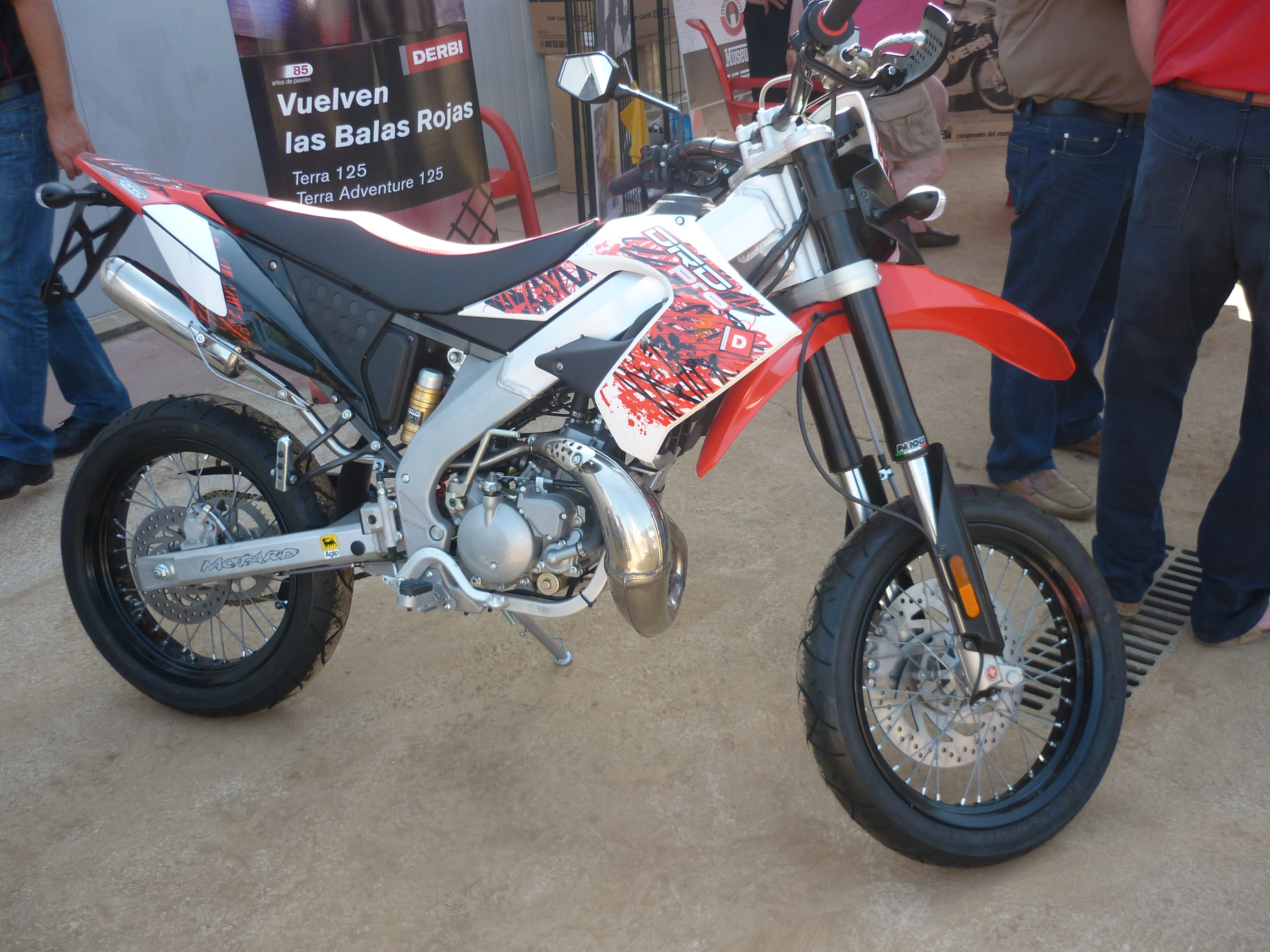
Derbi Senda DRD Pro 50 RSM del 2010

Derbi encarava el nou mil·lenni amb la crosser Senda, de les més venudes de la seva categoria a Europa, en versions 50 i 125 cc de dos temps. Aquesta moto fou la primera amb forquilla USD ("up side down") i comptava amb solucions tècniques interessants per al xassís i la suspensió. El 2001 va arribar l'escúter GP1 i el ciclomotor GPR, un model esportiu de 50 cc derivat del món de la competició.
El 2003 va ser un any clau amb la introducció d'una nova gamma i dues motocicletes molt premiades: la Senda Black Edition, d'edició limitada es va exhaurir abans de començar-ne la producció, mentre que la nova GPR 50 Nude Look va guanyar el premi de disseny MDA. L'any següent la gamma GPR va ser completada amb quatre versions, Nude (nua, com diu el nom) i Racing (carenada) disponibles en 50 i 125 cc de 2 temps (ampliat després a quatre temps). Quant als escúters, la GP1 es va equipar amb xassís de motocicleta, amb motor central de 50 cc, o lateral de 125 i 250 cc. Aquests productes es distingien per la seva línia jove i les solucions tecnològiques innovadores i sofisticades, com la pinça del fre radial de la GPR.
La presentació el 2006 de la Mulhacén 659 portà la nova Derbi propietat de Piaggio a l'àmbit de la mitjana-alta cilindrada, amb una "scrambler" al més pur estil anys 70, equipada amb motor Yamaha de 600 cc. Una altra recent creació fou el nou motor de 125 cc desenvolupat íntegrament a Catalunya, de quatre temps amb refrigeració líquida i 15 CV. Aquest motor es muntà a la nova "on-off" Terra.

## Producció

### Taula de models
| Motocicleta    | Motocicleta lleugera | Motocicleta lleugera | Escúter                                                          | Escúter                                                                                         |
| Motocicleta    | 50 cc | 125 cc | 50 cc                                                            | A partir de 125 cc                                                                              |
| -------------- | --- | --- | ---------------------------------------------------------------- | ----------------------------------------------------------------------------------------------- |
| - Mulhacén 659 | - GPR 50 Racing - GPR 50 Nude - Senda 50 SM/R X-Race - Senda 50 SM/R X-treme - Senda 50 SM/R DRD Racing - Senda 50 SM/R DRD Evo - Senda 50 SM/R DRD Pro - Fenix 50 H - Savanna FDS /FD 50 | - GPR 125 Racing - GPR 125 4T 4V - Mulhacén 125 - Senda R 125 Baja - Senda SM 125 Baja - Senda DRD SM 125 4T 4V - Senda DRD R 125 4T 4V - Terra 125 | - Vamos 50 - Atlantis City 50 - Atlantis Bullet 50 - GP1 50 Open | - Boulevard 125 - GP1 125 - GP1 125 Racing - GP1 250 - GP1 250 Racing - Rambla 125 - Rambla 250 |

## Vehicles de 3 i 4 rodes

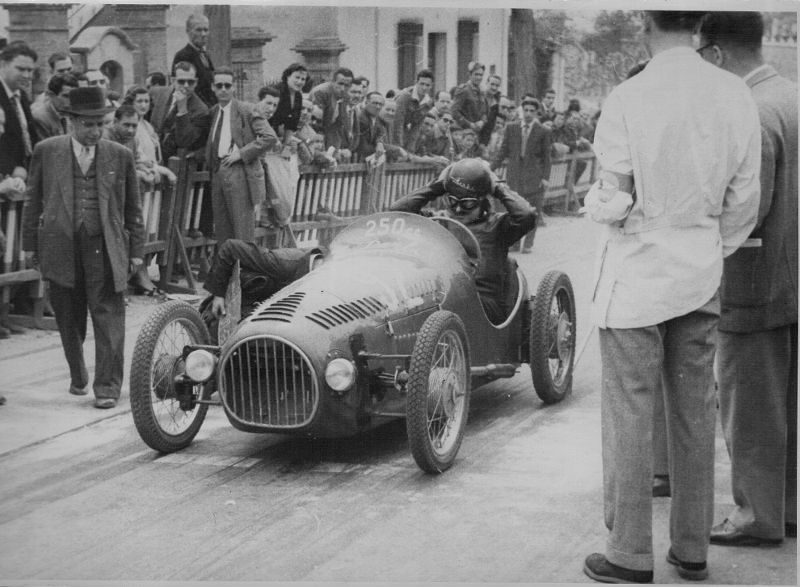
Josep Rabasa amb el Centauro (motor Derbi 248 cc), cap a 1952

El 1953, Derbi va entrar al sector dels tricicles motoritzats i motocarros, introduint un primer tricicle de repartiment amb motor de 250 cc de fabricació pròpia. La seva activitat en aquest camp durà fins a la dècada de 1960, quan l'aparició de vehicles similars d'altres marques més ben preparats obligaren l'empresa a concentrar-se en la producció de ciclomotors i motocicletes.
Al mateix temps, durant les dècades de 1950 i 1960, els motors Derbi varen ser també utilitzats per a equipar Karts, microcotxes i petits cotxes de competició, com ara el Centauro de 1952, amb motor Derbi monocilíndric de 248 cc, construït per Jaume Pahissa i Josep Rabasa. Aquest motor es muntà també en dos petits vehicles de la marca valenciana Boli el 1954. Més tard, de 1980 a 1984, la marca francesa Ligier va oferir una variant dels seus primers models de microcotxe amb motor Derbi de 49 cc refrigerat per aigua i caixa de canvis doble Variomatic, que assegurava una resposta eficaç en pendents pronunciades. Anys a venir, tant Derbi com Ligier acabaren formant part del grup Piaggio.

## Competició

### Velocitat

#### Els anys 60 i 70

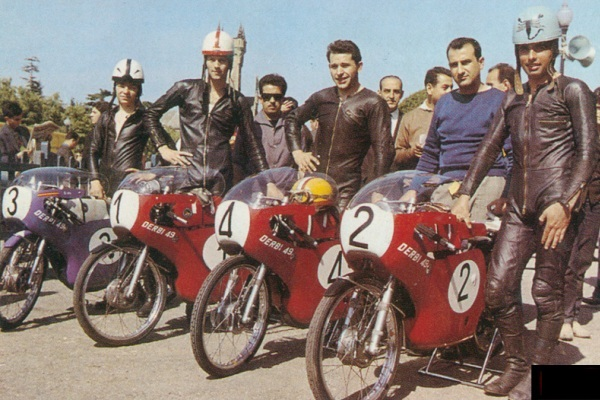
L'equip oficial Derbi durant el

Derbi començà a competir ben aviat, durant la dècada de 1950. La primera victòria en una cursa internacional arribà el maig de 1962, quan Jacques Roca guanyà a Clarmont-Ferrand amb una Derbi 50. El 1967 es començà a competir en el Campionat del Món i s'assolí el subcampionat de marques. El 1968 Derbi repetí el subcampionat mundial i l'australià Barry Smith acabà tercer en el Campionat del Món de 50cc. El 1969, Àngel Nieto guanyà el mundial i Smith tornà a quedar-hi tercer, aconseguint així Derbi el títol mundial de marques. El 1970 Nieto va tornar a guanyar el mundial de 50 cc i va acabar segon al de 125 cc, mentre l'any següent ho va fer a la inversa, amb Derbi adjudicant-se el mundial de marques de les dues categories alternament.
Degut a la seva gran efectivitat, les motocicletes de GP de Derbi començaren a ser conegudes al món de la competició com a "bales vermelles". Un dels artífexs d'aquestes motos fou Francesc "Paco" Tombas, enginyer que havia començat a treballar a la casa de mecànic durant els anys 50. Les Derbi de competició foren les primeres a incorporar l'encesa electrònica i la refrigeració per líquid integral de la culata, el cilindre i el cigonyal, amb radiador davant del carenat. Durant anys, Tombas i l'equip tècnic de Derbi utilitzaren materials especials com el titani i el niló d'aviació i aconseguiren grans avenços amb l'aerodinàmica del carenat experimentant en el túnel d'aire.
El 1972 va ser l'any del doblet amb Nieto bicampió en 50 i 125, i Derbi guanyant el de marques en 125. A finals d'aquell any, però, Derbi es retirà de la competició internacional, tot i que hi tornà fugaçment el 1974, acabant-hi Nieto en tercer lloc.

#### Dels anys 80 alseglexxi

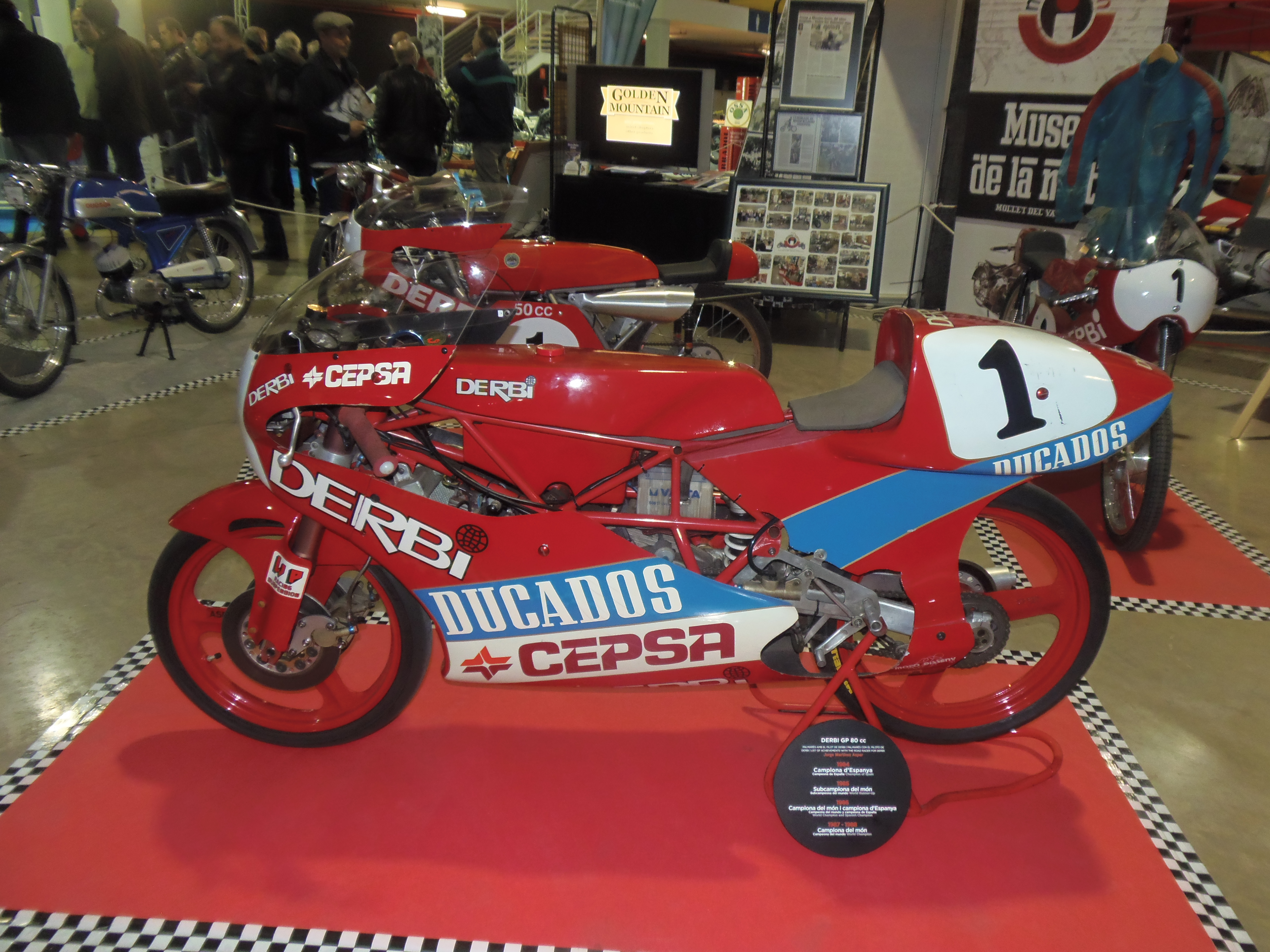
GP 80cc de Champi Herreros (1989)

Ja a mitjan anys 80 Derbi va tornar a la competició internacional en velocitat, engreixant considerablement el seu palmarès gràcies als valencians "Aspar" i "Champi":
- Jorge Martínez, "Aspar", campió del món de 80 cc els anys 1986, 1987 i 1988
- Derbi campiona de marques en 80 cc els anys 1986, 1987 i 1988
- Jorge Martínez, "Aspar", campió del món de 125 cc el 1988
- Manuel Herreros, "Champi", campió del món de 80 cc el 1989

A banda, Jordi Martínez fou subcampió del món de 80 cc el 1985, Herreros els anys 1986-1987 i Àlex Crivillé el 1988.
El començament del segle xxi Derbi torna a destacar amb els dos subcampionats al Campionat del Món de 125 cc dels anys 2000 i 2001 amb el japonès Youichi Ui. El 2006, el txec Lukáš Pešek va obtenir el sisè lloc en la classificació, seguit pel quart lloc l'any següent, mentre que ja el 2008 Derbi guanyà el títol mundial gràcies a l'occità de pare italià Mike Di Meglio.
El 2010, el català Marc Márquez aconseguí el Mundial de 125cc també amb Derbi.

#### Resum Palmarès

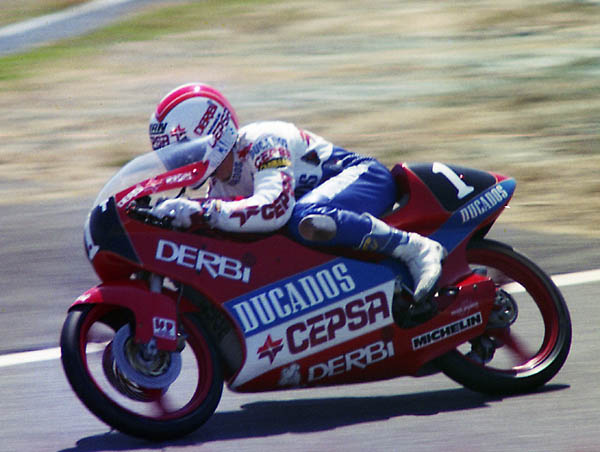
Aspar amb la 125cc al GP del Japó de 1989

En total, Derbi ha guanyat 9 títols de constructors (2 a 50 cc, 3 a 80 cc i 4 a 125 cc) i 12 títols de pilots (3 a 50 cc, 4 a 80 cc i 5 a 125 cc). Aquest n'és el resum:
- Els títols mundials de velocitat de pilots obtinguts en la categoria de 50cc són aquests:[20]

| Any   | Campió 50cc |
| ----- | ----------- |
| 1969  | Ángel Nieto |
| 1970  | Ángel Nieto |
| 1972  | Ángel Nieto |
| Total | 3           |

- Els títols mundials de velocitat de pilots obtinguts en la categoria de 80cc són aquests:[21]

| Any   | Campió 80cc             |
| ----- | ----------------------- |
| 1986  | Jorge Martínez, "Aspar" |
| 1987  | Jorge Martínez, "Aspar" |
| 1988  | Jorge Martínez, "Aspar" |
| 1989  | Manuel Champi Herreros  |
| Total | 4                       |

- Els títols mundials de velocitat de pilots obtinguts en la categoria de 125cc són aquests:

| Any   | Campió 125cc            |
| ----- | ----------------------- |
| 1971  | Ángel Nieto             |
| 1972  | Ángel Nieto             |
| 1988  | Jorge Martínez, "Aspar" |
| 2008  | Mike Di Meglio          |
| 2010  | Marc Márquez            |
| Total | 5                       |

### El fora d'asfalt

#### Motocròs
A mitjan dècada de 1950, Derbi fou una de les marques pioneres a la península en una nova disciplina que s'hi començava a introduir aleshores, el motocròs, amb pilots com ara Pere Pi o Andreu Basolí. Per tal de promocionar aquest esport i, de passada, millorar el nivell dels seus pilots, l'empresa convidà dos experts nord-catalans, Delfí Coll i Robert Marí (els rossellonesos, a banda de tècniques de pilotatge, ensenyaren a Pi a construir circuits de motocròs tot muntant-ne un a Granollers, prop de la fàbrica Umbert).

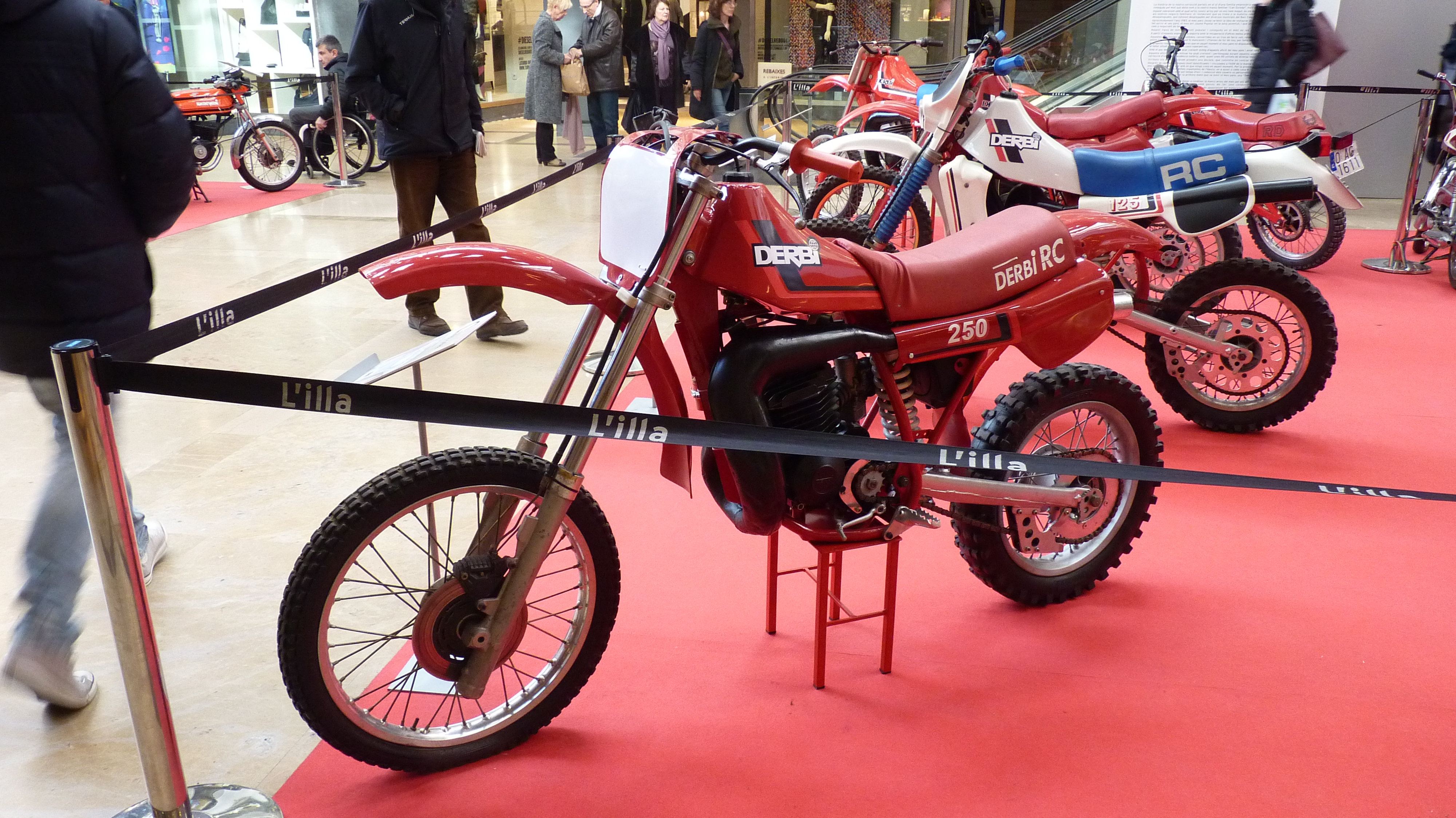
Una Derbi RC 250 Cross de 1983

Un cop el motocròs es consolidà i se'n convocà el primer campionat estatal, Derbi n'aconseguí els dos primers títols (1959 i 1960) en cilindrades superiors, gràcies a Andreu Basolí. L'altre pilot de la casa, Pere Pi, fou fitxat per Montesa a començaments de 1960 i Derbi abandonà al cap de pocs anys aquesta disciplina.
Ja a mitjan dècada de 1970, Derbi tornà amb empenta al motocròs tot desenvolupant-ne motos en les cilindrades de 75, 125 i 250 cc i participant oficialment al Campionat d'Espanya, amb pilots com ara els catalans Jordi Monjonell o els germans Toni i Jordi Elías. El 1977, Monjonell guanyà el títol estatal júnior de 75 cc i d'ençà de 1980 Toni Elías inicià una etapa de domini de les disciplines de 125 i 250 cc amb les vermelles Derbi. L'empresa provà sort també al Campionat del Món de 125 cc, cap a 1977 amb el belga Dieudonné Stouvenakers i més tard amb Toni Elías, sense gaire èxit en aquests dos casos.

#### Trial
A començaments dels 80 Derbi provà sort també en la disciplina del trial, aprofitant la crisi dels altres fabricants catalans i la nova tendència cap a motocicletes més lleugeres i amb menys cilindrada. Inspirada en la Fantic 200, la Derbi Trial de 182 cc fou confiada el 1983 a un prometedor pilot, Marcel·lí Corchs, però la manca d'experiència de l'empresa en aquest camp provocà que Corchs fitxés per Fantic l'any següent, 1984 (any en què es morí en un fatal accident de cotxe) i el prototipus de trial fou arraconat definitivament, sense arribar-se a comercialitzar mai.